# Билльштайн, Йонас
Йо́нас Би́лльштайн (нем. Jonas Billstein; род. 8 июля 1991, Кёльн) — немецкий боец смешанного стиля, представитель средней и полутяжёлой весовых категорий. Выступает на профессиональном уровне начиная с 2009 года, известен по участию в турнирах таких бойцовских организаций как Bellator MMA и ACB, владел титулом чемпиона Европы по версии GMC.

## Биография
Йонас Билльштайн родился 8 июля 1991 года в Кёльне, федеральная земля Северный Рейн-Вестфалия.

### Начало профессиональной карьеры
Дебютировал в смешанных единоборствах в возрасте восемнадцати лет в 2009 году, выиграв у своего соперника техническим нокаутом в первом раунде. Дрался в различных небольших промоушенах Германии, таких как Respect Fighting Championship, Outsider Cup, Cage Fight Night и др. В октябре 2010 года завоевал титул чемпиона Европы в полутяжёлом весе по версии немецкой организации GMC.
Первое в карьере поражение потерпел в июне 2011 года на турнире Heroes Gate в Чехии — в поединке со словаком Аттилой Вегом попался в «треугольник» и вынужден был сдаться. После этого поражения решил спуститься в среднюю весовую категорию.

### Bellator MMA
Имея в послужном списке девять побед и только одно поражение, Билльштайн привлёк к себе внимание крупной американской организации Bellator MMA и в 2011 году подписал с ней контракт. Тем не менее, дебют в организации получился не очень удачным — в поединке с американцем Хербертом Гудманом немецкий боец был дисквалифицирован за нанесение запрещённого удара ногой по лежачему сопернику.
В 2012 году выиграл технической сдачей у Майка Сила, но затем проиграл единогласным решением судей Перри Фелкинсу.
Последний раз дрался в клетке Bellator в ноябре 2013 года, когда встретился с Кортесом Коулманом и победил его по очкам единогласным решением. На этом его сотрудничество с организацией подошло к концу.

### Другие организации
После ухода из Bellator Йонас Билльштайн активно выступал в разных небольших промоушенах Европы: помимо Германии дрался на турнирах в Польше, Шотландии, Австрии, Болгарии. В ноябре 2015 года оспаривал титул чемпиона Германии в полутяжёлой весовой категории, но уже на 58 секунде первого раунда был нокаутирован датчанином Йоакимом Кристенсеном.

### Absolute Championship Berkut
В 2017 году Билльштайн присоединился к крупной российской организации Absolute Championship Berkut, где одержал две победы — над Грачиком Бозиняном и Алексеем Буториным.

## Статистика в профессиональном ММА
| Боёв 29          | Побед 20 | Поражений 8 |
| ---------------- | -------- | ----------- |
| Нокаутом         | 10       | 3           |
| Сдачей           | 5        | 3           |
| Решением         | 5        | 1           |
| Дисквалификацией | 0        | 1           |
| Ничьи            | 1        | 1           |

| Результат | Рекорд | Соперник           | Способ                             | Турнир                                  | Дата             | Раунд | Время | Место                      | Примечание                                                |
| --------- | ------ | ------------------ | ---------------------------------- | --------------------------------------- | ---------------- | ----- | ----- | -------------------------- | --------------------------------------------------------- |
| Поражение | 20-8-1 | Дастин Столцфус    | Нокаут (удары)                     | GMC 20 German MMA Championship 20       | 29 июня 2019     | 2     | 1:39  | Берлин, Германия           |                                                           |
| Поражение | 20-7-1 | Артём Фролов       | Нокаут                             | Russian Cagefighting Championship RCC 6 | 4 мая 2019       | 2     | 0:17  | Челябинск, Россия          |                                                           |
| Поражение | 20-6-1 | Александр Шлеменко | Сабмишн (удушение гильотиной)      | Russian Cagefighting Championship RCC 5 | 15 декабря 2018  | 2     | 1:15  | Екатеринбург, Россия       |                                                           |
| Победа    | 20-5-1 | Мик Стентон        | Техническая сдача (удушение сзади) | Cage Warriors 96                        | 1 сентября 2018  | 1     | 3:23  | Ливерпуль, Англия          | Выиграл вакантный титул CWFC в среднем весе.              |
| Ничья     | 19-5-1 | Маттия Скиаволин   | Решение большинства                | Venator FC 4                            | 19 мая 2018      | 3     | 5:00  | Милан, Италия              | Бой за вакантный титул VFC в среднем весе.                |
| Победа    | 19-5   | Алексей Буторин    | Сдача (удушение сзади)             | ACB 71                                  | 30 сентября 2017 | 2     | 2:31  | Москва, Россия             |                                                           |
| Победа    | 18-5   | Грачик Бозинян     | Сдача (удушение)                   | ACB 62                                  | 17 июня 2017     | 2     | 4:11  | Ростов-на-Дону, Россия     |                                                           |
| Победа    | 17-5   | Сергей Мартынов    | Единогласно ерешение               | ADW: Road to Abu Dhabi 4                | 24 сентября 2016 | 3     | 5:00  | София, Болгария            |                                                           |
| Победа    | 16-5   | Шарлис Андради     | Единогласное решение               | Innferno Fighting Championship 2        | 14 августа 2016  | 3     | 5:00  | Куфштайн, Австрия          |                                                           |
| Поражение | 15-5   | Йоаким Кристенсен  | KO (удар рукой)                    | German MMA Championship 7               | 7 ноября 2015    | 1     | 0:58  | Кастроп-Рауксель, Германия | Бой за титул чемпиона Германии по MMA в полутяжёлом весе. |
| Победа    | 15-4   | Тассило Лар        | Единогласное решение               | Respect Fighting Championship 13        | 18 июля 2015     | 3     | 5:00  | Карлсруэ, Германия         |                                                           |
| Победа    | 14-4   | Али Ариш           | TKO (остановлен секундантом)       | Rage in the Cage III                    | 21 марта 2015    | 1     | 5:00  | Пейсли, Шотландия          |                                                           |
| Поражение | 13-4   | Антони Хмелевский  | Сдача (замок руки)                 | PLMMA 45                                | 27 декабря 2014  | 1     | 2:23  | Ченстохова, Польша         |                                                           |
| Победа    | 13-3   | Николай Алексиев   | TKO (удары руками)                 | Tempel Fight School: Mix Fight Gala 15  | 26 апреля 2014   | 1     | 3:12  | Дармштадт, Германия        |                                                           |
| Победа    | 12-3   | Кортес Коулман     | Единогласное решение               | Bellator 107                            | 8 ноября 2013    | 3     | 5:00  | Такервилл, США             |                                                           |
| Победа    | 11-3   | Мартин Цавада      | TKO (удары руками)                 | GMC 4: Next Level                       | 6 июля 2013      | 3     | 4:31  | Херне, Германия            | Бой в полутяжёлом весе.                                   |
| Поражение | 10-3   | Перри Филкинс      | Единогласное решение               | Bellator 81                             | 16 ноября 2012   | 3     | 5:00  | Кингстон, США              |                                                           |
| Победа    | 10-2   | Майк Сил           | Техническая сдача (удушение сзади) | Bellator 70                             | 25 мая 2012      | 1     | 2:55  | Новый Орлеан, США          |                                                           |
| Поражение | 9-2    | Херберт Гудман     | DQ (соккер-кик)                    | Bellator 58                             | 19 ноября 2011   | 2     | 3:21  | Холливуд, США              | Дебют в среднем весе.                                     |
| Поражение | 9-1    | Аттила Вег         | Сдача (треугольник)                | Heroes Gate 4                           | 23 июня 2011     | 3     | N/A   | Прага, Чехия               |                                                           |
| Победа    | 9-0    | Ханс Стрингер      | Единогласное решение               | Mix Fight Gala XI                       | 27 ноября 2010   | 2     | 5:00  | Зиндельфинген, Германия    |                                                           |
| Победа    | 8-0    | Матиас Шук         | TKO (остановлен секундантом)       | GMC 2: Continued                        | 9 октября 2010   | 5     | 1:07  | Херне, Германия            | Выиграл титул чемпиона Европы GMC в полутяжёлом весе.     |
| Победа    | 7-0    | Беньямин Русс      | TKO (удары руками)                 | GMC 1: The Beginning                    | 29 мая 2010      | 2     | 3:19  | Херне, Германия            |                                                           |
| Победа    | 6-0    | Йохим Риймен       | TKO (удар коленом)                 | Cage Fight Night 7                      | 17 апреля 2010   | 1     | 2:40  | Кобленц, Германия          |                                                           |
| Победа    | 5-0    | Андре Вальберер    | TKO (удары руками)                 | Cage Fight Night 6                      | 26 февраля 2010  | 1     | 2:38  | Билефельд, Германия        |                                                           |
| Победа    | 4-0    | Френки Фаномес     | TKO (удары руками)                 | Outsider Cup 16                         | 30 января 2010   | 1     | 2:58  | Дюссельдорф, Германия      |                                                           |
| Победа    | 3-0    | Винсент Урбанчак   | TKO (удары руками)                 | Outsider Cup 16                         | 30 января 2010   | 1     | 0:29  | Дюссельдорф, Германия      |                                                           |
| Победа    | 2-0    | Джулиан Амбоссе    | Сдача (удушение сзади)             | Outsider Cup 15                         | 14 ноября 2009   | 1     | 2:34  | Кобленц, Германия          |                                                           |
| Победа    | 1-0    | Нильс Венбойкер    | TKO (удары руками)                 | Respect Fighting Championship 2         | 7 ноября 2009    | 1     | 1:04  | Херне, Германия            |                                                           |